# Jean Saupin
Jean Saupin (né le 26 mars 1932 et décédé le 24 février 2016) est un footballeur français originaire de Charente.
Il remporta le Concours du jeune footballeur 1949 devant Raymond Kopa. L'année suivante, le SCO Angers recruta ces deux jeunes joueurs.

## Carrière de joueur
- 1948 - 1949 : Gallia-Club Angoumoisin
- 1949 - 1953 : Angers SCO
- 1953 - 1957 : Stade français
- 1957 - 1958 : FC Nantes

## Palmarès de joueur
- Concours du jeune footballeur 1949

## Carrière d'entraîneur
- 1967 - 1970 : Troyes Omni Sports
- 1970 - 1971 : Troyes AF
- 1975 - 1976 : ES Les Herbiers
- 1977 - 1978 : ES Ingrandes-sur-Loire
- 1980 - 1982 : ES Les Herbiers